# Район Фусімі
Райо́н Фуші́мі (яп. 伏見区, ふしみく, МФА: [ɸuɕimʲi ku]) — район міста Кіото префектури Кіото в Японії.  Площа становить 61,62 км². Станом на 1 жовтня 2017 року населення складало 278 897  осіб, густота населення — 4530 осіб/км².

## Назва
Назва походить від місцевості Фушімі, названої на честь однойменної гори, що лежить південніше середньовічного Кіото.

## Історія
- 1594 — засновано містечко Фушімі біля однойменного замку, спорудженого Тойотомі Хідейосі.
- 1868 — відбулася битва при Тоба-Фушімі в ході громадянської війни Босін.
- 1 травня 1929 — утворено місто Фушімі через підвищення статусу містечка Фушімі повіту Кії.[2]
- 1 квітня 1931 — утворено адміністративний район Фушімі міста Кіото на основі таких населених пунктів: міста Фушімі, містечка Фукакуса[3], села Сімо-Тоба[4], містечка Йоко-Одзі[5], села Нассьо[6], села Хоріуті[7], села Мукаїдзіма[8], села Такеда[9] повіту Кії, а також села Дайґо[10] повіту Удзі.

## Населення
Населення району Фушімі на 1 жовтня 2020 становило приблизно 278 131 осіб.  Густота населення становила 4513,6 осіб/км².

## Пам'ятки і установи
- Фушімівське святище Інарі
- Замок Фушімі